# Жасінта Марту
Жасі́нта Марту, повне ім'я Жасі́нта дже Жезуз Марту (порт. Jacinta de Jesus Marto; 5 березня 1910, Алжуштрел, Португалія — 20 лютого 1920, Лісабон, там же) — португальська католицька свята, одна з трьох свідків об'явлень Діви Марії в 1917 році, більш знаних як Фатімська таємниця. Це наймолодша за віком католицька свята з числа тих, що не були мучениками за віру.

## Життєпис
Жасінта Марту народилась 5 березня 1910 року в маленькому селі Алжуштрел, приналежного до парафії містечка Фатіма, розташованого за сотню кілометрів на північ від столиці Португалії — Лісабону. Її батьки, Мануель Педро та Олімпія де Хесус Марту, були незаможними селянами, які займалися розведенням овець. Окрім дівчинки в родині було ще п'ятеро братів і сестра. З інших її родичів слід згадати двоюрідну сестру Лусію душ Сантуш, що жила неподалік. Саме старший брат Жасінти, Франсішку, та Лусія разом із нею стали свідками кількох об'явлень Богородиці.

### Події 1916 року
Через бідність батьки Жасінти не могли віддати дітей до школи, тому дівчинка та її старший брат замість навчання були залучені до виконання нескладної сільськогосподарської роботи — в 1916 році вони разом із Лусією почали пасти вівці. Одного звичайного дня троє пастушків сховалися у печері, де попоїли і прочитали Розарій, після цього вони побачили юнака, що вийшов до них з оливкового гаю. Його постать була білішою за сніг, а на сонці здавалася прозорою, наче кришталевою. Наблизившись, він промовив: «Не бійтеся! Я Ангел Миру! Моліться зі мною!». Клякнувши на коліна, ангел велів тричі промовити: «Боже Великий! Вірую, поклоняюсь Тобі, уповаю на Тебе й люблю Тебе. Прошу в Тебе прощення за всіх тих людей, що не вірують в Тебе, не поклоняються Тобі, не уповають на Тебе й не люблять Тебе». Слова ангела справили на дітей настільки велике враження, що вони ще довго повторювали їх.
Того ж року ангел з'явився цим самим дітям ще двічі. Першого разу він закликав їх до безперестанних молитов і жертвувань. Посланець Божий сповістив, що є Ангелом-охоронцем Португалії і через покірне прийняття страждань, які Господь пошле маленьким пастушкам, вони зможуть спасти багатьох грішників і виборють благодать миру для своєї Батьківщини. Другого разу ангел у дивний спосіб показав їм Святі Дари та причастив їх.

### Події 1917 року
13 травня 1917 року діти вкотре пасли овець на пасовищі Кова-да-Ірія, коли побачили спалах, який вони сприйняли за блискавку, після чого на гіллі дуба з'явилася прекрасна жіноча постать, що випромінювала дивне сяйво. Жінка сповістила дітям, що вона прийшла з Неба, проте не назвала себе. Таким чином, діти почали ототожнювати її з Дівою Марією, але не наважувалися величати постать богородичиним ім'ям, звертаючись до неї просто «Пані». Божа Матір наказала дітям приходити на це місце кожного 13 числа протягом наступних шести місяців, під час цих зустрічей вона пообіцяла їм передати важливе послання. Під час першої зустрічі Діва Марія сповістила, що Жасінта й Франсішку невдовзі підуть на небо, при цьому діти побачили себе, огорнутими світлом, яким був Бог. Після цього Божа Мати спитала дітей, чи хочуть вони страждати на відкуплення гріхів і заради навернення грішників. Жоден з дітлахів не відмовився від добровільної жертви. Пані попросила пастушків нікому не розповідати про цю зустріч, але Жасінта, охоплена сильними почуттями, не втрималася і розповіла про подію вдома.
Цей розголос мав певні наслідки. Батьки Жасінти й Франсішку спочатку поставилися із сумнівом до слів маленької дівчинки (згодом вони почали її розповідям довіряти), а батьки Лусії вважали свою доньку брехливою фантазеркою. Деякі з односельців зацікавились і прийшли разом із дітьми до дуба 13 червня. Цього разу Небесна Пані закликала дітей до почитання Її Непорочного Серця. 13 липня Богородиця закликала продовжувати жертви за грішників, але кожна наступна зустріч привертала все більше віруючих, люди навіть почали складати під деревом грошові пожертви.
Стихійне паломництво викликало обережний скепсис місцевого священника і вкрай негативну оцінку світської влади. Зокрема, очільник муніципального округу Віла-Нова де Орем, Артур де Оливейра Сантос, що був фанатичним антиклерикалом, для спростування «дитячих вигадок» наказав заарештувати пастушків 13 серпня 1917 року. Цим він намагався довести, що ніяких див на зазначеному місці не відбувається. Діти були запроторені до камери разом із дорослими злодіями, під час допиту вони зазнали сильного психологічного тиску (малечі погрожували катуваннями і смертю), але не відреклися від своїх свідчень. За відсутністю складу злочину вони були відпущені. Через це втручання серпневе об'явлення відбулося за кілька днів потому (за спогадами Лусії, орієнтовно 15 серпня).
Під час завершальних об'явлень 13 вересня та 13 жовтня натовп паломників був уже кількатисячним і в цей же час сталося диво сонця, свідками якого були не лише обрані діти, а й усі присутні. Крім цієї визначної події у третьому об'явленні діти у надприродний спосіб побачили муки грішників у пеклі та символічні образи, зміст яких був оприлюднений набагато пізніше (так звана Фатімська таємниця).

### Після об'явлень

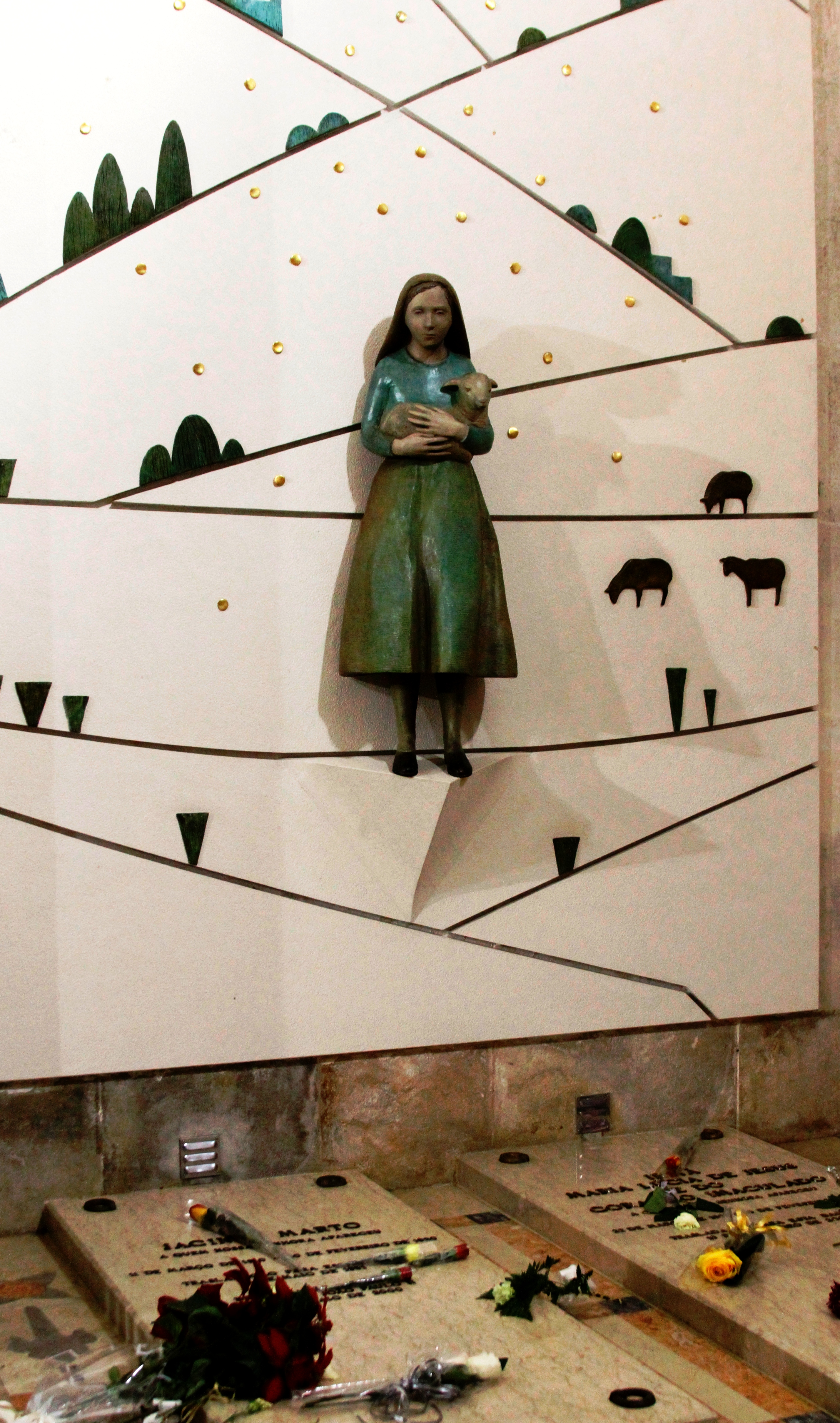
Поховання фатімських дітей. Надгробок Жасінти ліворуч.

Після зазначених подій пастушки стали відомими: до них зверталися за поясненнями як односельці, так і сторонні особи, часто просили помолитися за грішників і хворих. Попри це, діти продовжували жити звичайним життям: працювали, як і раніше, хіба що пішли до школи, бо про це їх просила Діва Марія. Їхня лагідна вдача також не змінилися. Одна з жінок ставилася до них вороже, бо вважала дітей вигадниками. Одного разу Жасінта, проходячи повз її будинок, почала благати Господа про спасіння душі цієї грішниці. Жінка випадково почула це прохання, і воно її так розчулило, що вона увірувала в справжність об'явлень і більше ніколи не насміхалася з дітей.
У жовтні 1918 року Жасінті й Франсішку знов з'явилася Діва Марія із обіцянкою скоро взяти їх до Неба. 1919 року захворів на «іспанку» із летальними наслідками Франсішку. Пізніше ця ж хвороба здолала й Жасінту. Вже після смерті Франсішку, яку Жасінта сприйняла дуже тяжко, Діва Марія з'явилася їй вдруге. Цього разу вона повідомила, що скоро Жасінту відвезуть до Лісабону, що вона більше ніколи не побачить рідних, багато страждатиме і помре наодинці.
Лікування дівчинки тривало довго, пацієнтка встигла поміняти дві лікарні — грип дав ускладнення у вигляді гнойного плевриту. Жасінта тривалий час мучилася від спраги і була настільки слабка, що вже не підіймалася з ліжка. 10 лютого 1920 року їй видалили два ребра, причому через проблеми із серцем операція була здійснена під місцевим наркозом. Жасінта і цього разу мужньо перенесла страшний біль, жертвуючи свої страждання за грішників. Втім, після оперативного втручання її стан не покращився. 19 лютого вона закликала до свого ліжка лікарняного капелана із проханням її причастити і соборувати, тому що вона «помре наступної ночі». Однак священник запевнив, що її стан не такий важкий, як їй видається, і пообіцяв прийти наступного дня. Жасінта Марту померла в лікарні 20 лютого 1920 року о 22:30 наодинці.

## Діяння
З огляду на те, що усі троє дітей в однаковій мірі були свідками об'явлень Ангела Миру та Діви Марії, діяння Жасінти Марту важко відокремити від діянь її брата і двоюрідної сестри. Водночас, її життєва місія мала свою специфіку, пов'язану із особливостями віку та характеру.
За спогадами Лусії, до об'явлень Жасінта була життєрадісною, дещо пустотливою дівчинкою, але дуже вразливою. Під час ігор з іншими дітьми вона часто ображалась і не швидко вибачала. Вона також була дуже чутлива до краси навколишнього світу. Будучи наймолодшою з усіх свідків, вона сприйняла події з найбільшою безпосередністю та щирістю. Після причастя, уділеного ангелом, вона висловлювала жаль, що через свій вік не може прийняти Євхаристію і таким чином долучитися до справи відкуплення грішників. А після заклику Діви Марії присвятити свої страждання Богові як покуту за грішників, Жасінта посерйознішала та із захопленням почала творити добрі справи.
Так, вона звернула увагу на дітей-жебраків, що часто просили їжу біля її домівки, і віддала їм свій обід. Згодом вона почала робити це настільки часто, що жебручі діти чекали на неї при дорозі щодня. Жасінта з радістю віддавала їм усю їжу попри те, що сама була бідною і не наїдалась досхочу. Вона перестала танцювати і співати, хоча раніше любила розважитись на дозвіллі. Інколи на пасовищі збирала гіркі жолуді й оливи і споживала їх як жертву за грішників. Під одягом почала носити волосяний пояс і робила це постійно. В одному з об'явлень Діва Марія навіть висловила бажання, щоб Жасінта обмежила цю жертву лише денним часом. Був випадок, коли потерпаючи у полудень від спраги, вона відмовилась від води, терпіла головний біль, наголошуючи, що приносить свої страждання за спасіння грішників. Навіть тоді, коли страждати не доводилось, Жасінта вигадувала способи «покутувати» перед Господом, наприклад, ловила метеликів і відпускала їх як «жертву».
Втім, список її добрих справ не обмежувався лише по-дитячому наївними вчинками. Вже на самому початку її подруга Лусія зіштовхнулась із ворожим ставленням до себе з боку родичів. Мати, яка любила дочку, не йняла віри, що звичайна сільська дівчина гідна бачити Діву Марію. Спочатку недовірою, а потім лайкою та побиттями вона змушувала дочку «зізнатися» у брехні. Лусія сильно страждала, більш того, пережила справжню кризу віри. Жасінта із братом в цей час стали для неї справжніми розрадниками, закликаючи до терпіння задля спасіння інших людей.
Ще глибше сила віри майбутньої святої проявила себе під час ув'язнення. Жасінта сприйняла арешт із розпачем, який поглиблювався тим, що батьки не прийшли навідати дітей до в'язниці. Тюремні наглядачі жахали дітей тим, що зварять їх живцем в олії. Попри безглуздість таких заяв, маленька Жасінта сприйняла їх як дійсну загрозу. Із сльозами вона жертвувала останні, як на її думку, часи свого життя Ісусу Христу на відкуплення гріхів інших. Дорослі в'язні жаліли дітей і радили їм торувати шлях на волю через фальшиве зізнання, але жоден з трьох свідків не схотів зректися обіцянок, даних Божій Матері, а Жасінта заявила, що радше помре, ніж брехливо свідчитиме. Сила духу маленьких страждальців була настільки сильною, що навіть у тюремній камері вони продовжували молитися Розарій — про це їх просила Богородиця. Дивлячись на них, злодюжки ставали на коліна і приєднувалися до молитви. Вершиною її земного життя стали страждання, перенесені у хворобі. В цей період життя (як вдома, так і в лікарні) Жасінта продовжувала жертвувати свій біль за спасіння грішників, терпіла нескінченні обтяжливі відвідини сторонніх зацікавлених осіб і, навіть, утримувалася від пиття на знак покути.

## Визнання

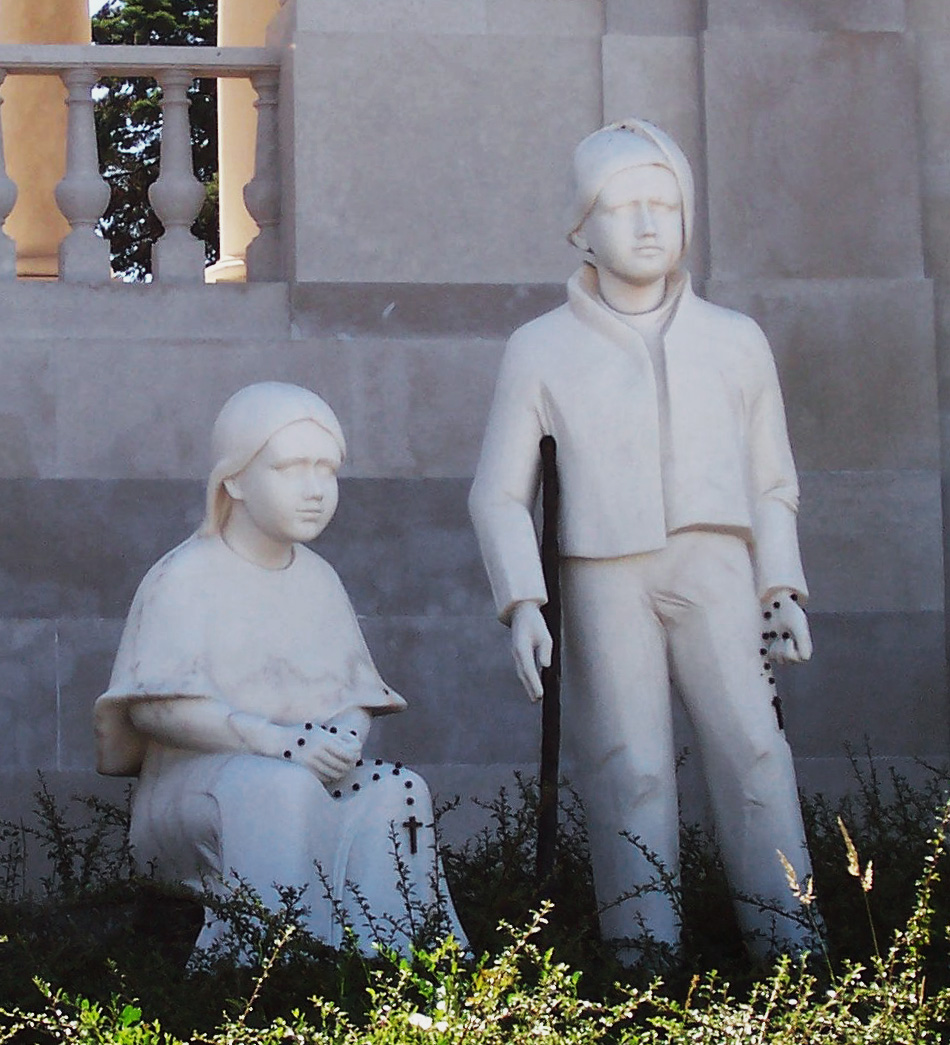
Статуї святих Жасінти і Франсішку у Фатімському санктуарії.

Після смерті тіло Жасінти, зодягнуте у білу сукню як для першого Причастя і оздоблене блакитною стрічкою (символічний колір Діви Марії), помістили для поклоніння у відкритій труні в храмі Діви Марії Ангелів. 12 вересня 1935 року останки було перенесено до Фатіми, де їх перепоховали поруч із останками померлого Франсішку.
У 1937 році папа Пій XI заявив, що канонізація Жасінти Марту неможлива з огляду на її малий вік: на той час вважалося, що свідки об'явлень, не до кінця усвідомлюючи їхню суть, не могли у повній мірі осягнути усієї глибини християнських чеснот. Однак 1951 року відбулася повторна ексгумація і її результати виявилися такими ж, як і першого разу, — останки Жасінти залишались нетлінними. Зважаючи на це, 1952 року було розпочато підготовку до беатифікації. Єпископ Лейрії-Фатіми 1979 року закликав єпископів світу долучитися до справи надання необхідних для цього процесу доказів. На заклик відгукнулось близько 300 церковних ієрархів. Того ж року Конгрегація в справах святих розпочала розгляд наданих свідоцтв, який завершився 1989 року. 13 травня 2000 року Жасінта й Франсішку були беатифіковані папою Іваном Павлом II, 13 травня 2017 року, на соту річницю Фатімських об'явлень, вони були канонізовані папою Франциском.